# Aït Oumalou
Aït Oumalou é uma cidade e comuna localizada na província de Tizi Ouzou, no norte da Argélia. Em 2008, sua população era de 8 790 habitantes.